# Tübach
Tübach é uma comuna da Suíça, no Cantão São Galo, com cerca de 1.102 habitantes. Estende-se por uma área de 1,99 km², de densidade populacional de 554 hab/km². Confina com as seguintes comunas: Goldach, Horn (TG), Mörschwil, Steinach.
A língua oficial nesta comuna é o Alemão.